# کتاب ارمیا

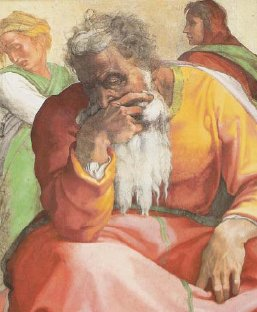
تصویری از ارمیا

کتاب ارمیا یکی از کتاب‌های تورات است. ارمیا در این کتاب به شرح زندگانی خود و وقایعی که در بین سال‌های ۶۲۵ و ۵۸۰ پیش از میلاد در سرزمین ایران رخ داده‌است، می‌پردازد.